# Sankt Clara Kloster (Odense)
 For alternative betydninger, se Sankt Clara Kloster (flertydig). (Se også artikler, som begynder med Sankt Clara Kloster)
Sankt Clara Kloster var et nonnekloster i den centrale del af Odense grundlagt i 1521 af droning Christine (1461-1521), kong Hans’ enke, der i 1519 havde fået tilladelse af paven til at stifte et kloster for nonner af franciskanerordenen.
Klosteret blev indrette i Dronningegården et hus tilhørende Christian II, som lå i firkanten mellem gaderne Holsedore og Klaregade, ned mod Odense Å.
Klosteret var viet til Sankt Clara og det tilhørte franciskanernes søsterorden Clarisserne.
Nonnerne flyttede ind som planlagt i 1522. Klosteret fungerede kun i kort tid, idet nonnerne i 1538 fraflyttede klosteret på grund af økonomisk trængsel efter reformationen. Bygningerne og haven blev herefter skænket til residens for den lutherske biskop for Odense Stift samt andre embedsmænd ved kirke og skole i Odense, og siden 1538 har de lutherske bisper resideret her på grunden.